# سيدي عبد الرحمن (الدار البيضاء)

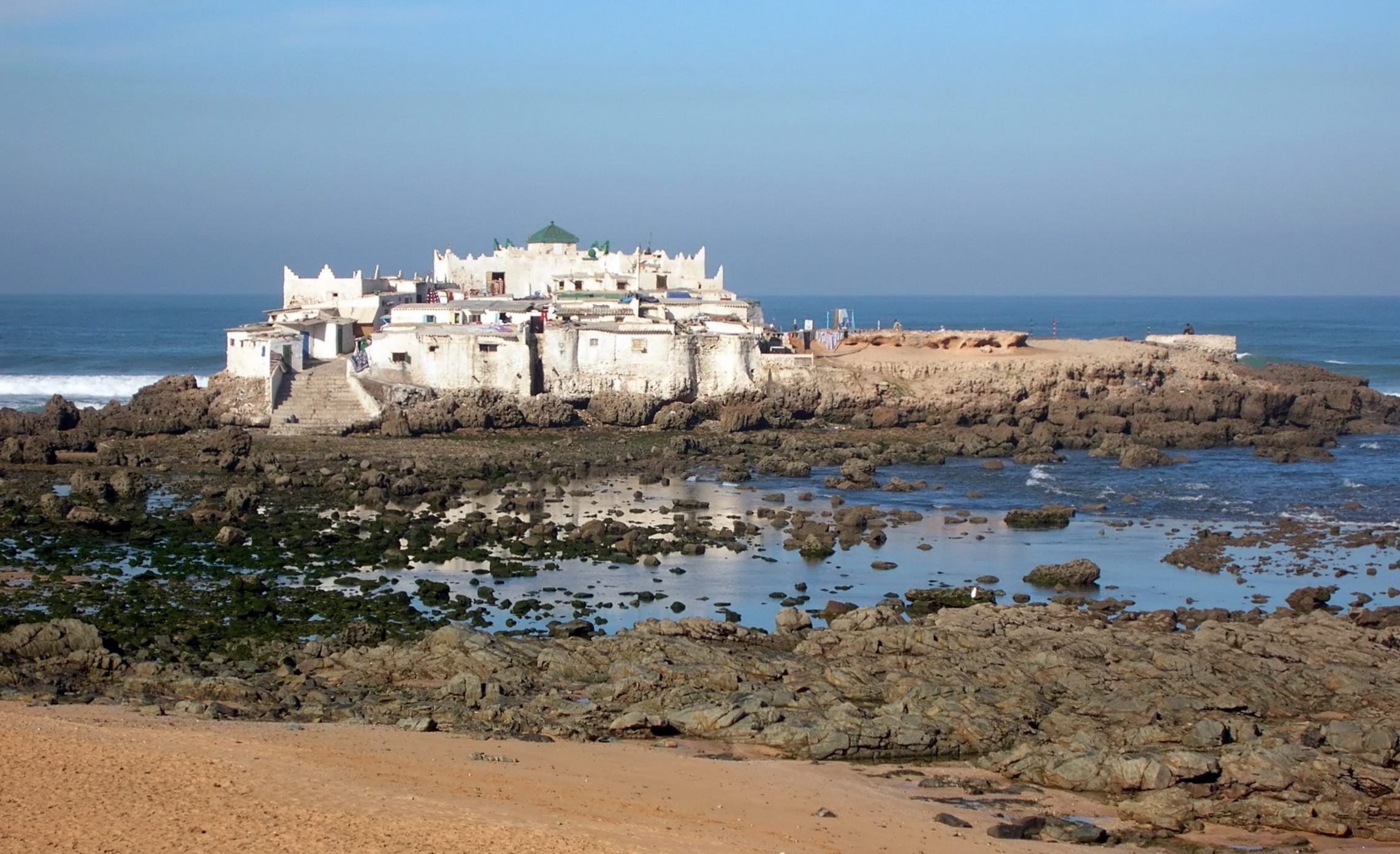
مرابط جُزيرة سيدي عبد الرحمن بعين الذئاب في الدار البيضاء.

جُزيرة سيدي عبد الرحمن هي صخرة في حي عين الذئاب بمدينة الدار البيضاء المغربية. تقع في المحيط الأطلسي عن بعد عدة مترات من الكورنيش. تستضيف قبة المرابط المسمى باسم سيدي عبد الرحمن. وكان رجلا صالحا يعبد الله 

## أسطورة
تقول الأسطورة إن سيدي عبد الرحمن كان رجلا قديسا من بغداد في القرن التاسع عشر، انتهى به الأمر في الجُزيرة وسكن هناك.
متدين ووحداني، هذا الرجل أحب الاتصال مع البحر والطبيعة. انفرد في هذه الجُزيرة هربا من عالم وجده قاسيا للغاية.
عاش على جُزيرته، مصليا نهارا وليلا، وكان كريما مفيدا بامتياز إلى حد أن سكان الدار البيضاء قرروا أن يعمروا له دارا. الرجل القديس، مفضلا أن ينام تحت النجوم الجميلة، امتنع عن الإيواء، فأصبحت داره منزلا لاستقبال كل الحجاج.